# Peter F. Piening
Peter F. Piening (* 1942 in Breklum, Nordfriesland) ist ein deutscher Bildhauer und Objektkünstler. Er lebt und arbeitet in Ahrensburg bei Hamburg.

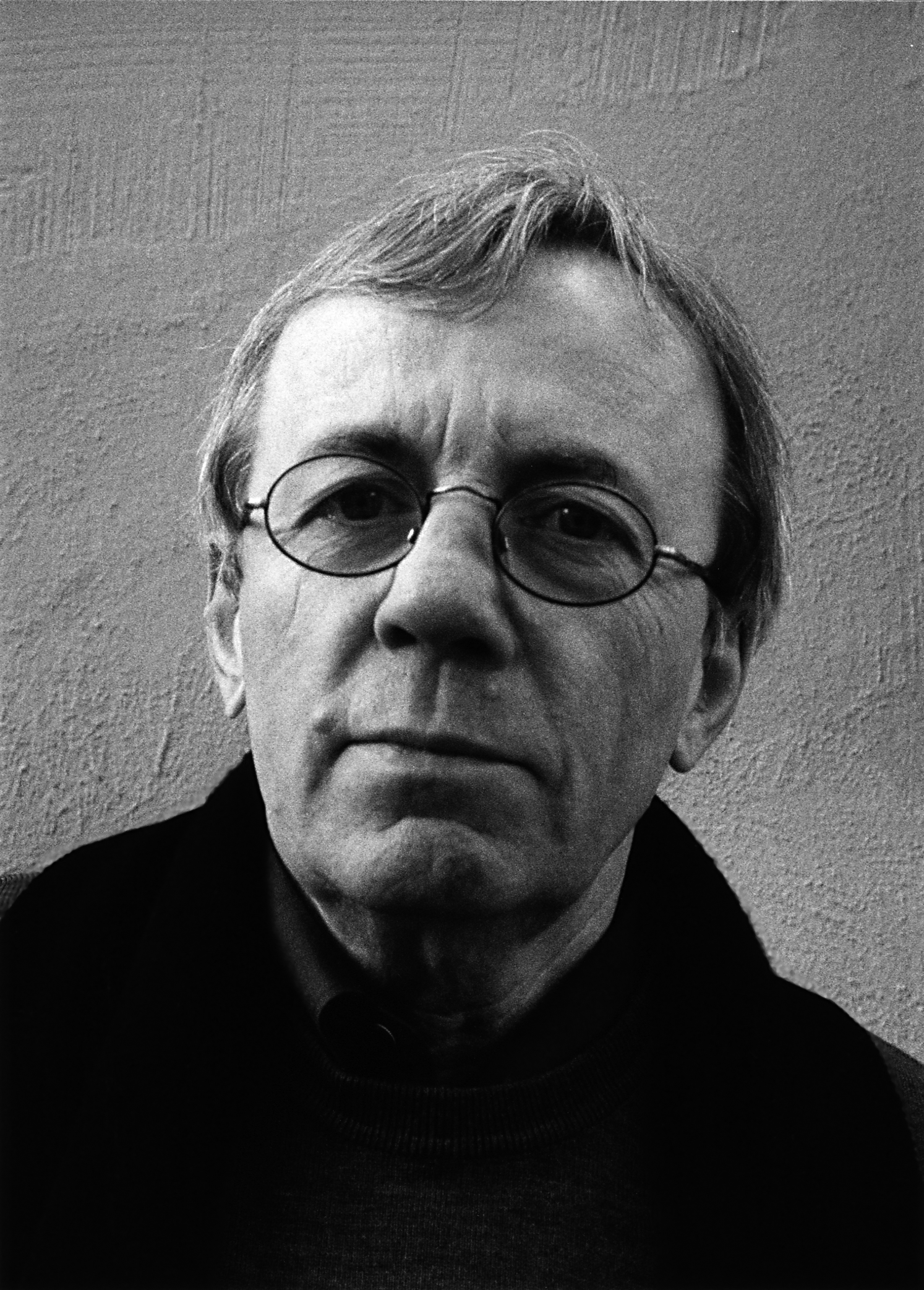
Peter F. Piening

## Leben
Von 1962 bis 1967 studierte Peter F. Piening am Hochschulinstitut für Kunst- und Werkerziehung und an der Universität Mainz. 1968 erhielt der Künstler seine erste Einzelausstellung in der Galerie Brockstedt in Hamburg. Seither waren seine Arbeiten in mehr als 60 Einzelausstellungen und in zahlreichen Ausstellungsbeteiligungen, überwiegend in Deutschland, zu sehen.
Peter F. Piening verwendet Treibgut, geschälte Äste, industriell gefertigte Hölzer, Abfallholz und Fundstücke für seine meist sehr aufwändig aus vielen Einzelteilen hergestellten Objekte und Skulpturen. Als Inspirationsquellen dienen ihm unter anderem Bau- und Konstruktionspläne von technischen Geräten und Fahrzeugen. Er bildet Formen und Gegenstände des Alltags in Holz nach und bringt diese in neue Zusammenhänge.
Seine Schaukästen und räumlichen Skulpturen, darunter bisweilen sogar komplette kleine Wohneinheiten, beherbergen humorvolle, dadaistische Sammlungen von Holzattrappen verschiedenster Dinge, vergleichbar mit den Environments der Pop Art, des Nouveau Realisme und dem „Merzbau“ von Kurt Schwitters.
Pienings Arbeiten zeigen geheimnisvolle Parallelwelten voller Überraschungen, Verweise und Hintersinn. Die Kunstwerke lösen durch ihren imaginären Realitätsbezug und ihre zur Schau gestellte Funktionslosigkeit eine Flut von Ideen und Assoziationen beim Betrachter aus.

## Einzelausstellungen (Auswahl)
1968, 1973, 1976, 1978 Galerie Brockstedt Hamburg; 1978 Städtische Galerie Iserlohn; 1983 Emslandmuseum Schloss Clemenswerth Sögel; 1990 St. Petri Lübeck; 1991 Kunsthaus Hamburg; 1994 Kunstverein Paderborn; 1994 Galerie der Stadt Mainz; 1994 VKU-Galerie Würzburg; 1995 Overbeck-Gesellschaft Lübeck; 1998 Saarländisches Künstlerhaus Saarbrücken; 2000 Textilmuseum Neumünster; 2000 Stadtgalerie im Elbeforum Brunsbüttel; 2001 Museumsberg Flensburg; 2002 Marstall Ahrensburg; 2003 Museum für Kunst und Gewerbe Hamburg; 2003 Kunsthalle Worpswede; 2004 Kunsthalle Jesuitenkirche Aschaffenburg; 2005 Kunstmuseum Bayreuth; 2005 Stadtmuseum Jena; 2009 A. Paul Weber-Museum Ratzeburg; 2009 Galerie Lüth Husum/Schobüll; 2010 Museumsberg Flensburg; 2012 Marstall Ahrensburg; 2012 Galerie Ruth Sachse Hamburg

## Zitat
»Ich Freizeitnoah, -tüftler, -bastler, -philosoph, will mir eine Kiste bauen, als Haus, Vehikel, Kapsel, Schiff, will sie möblieren und bestücken, mit Schere, Hut und Bügeleisen, Schlitten, Fäustling, Markenroller, Schuhanzieher, Sieb und Aktentasche, mit Gabel, Löffel, Suppentopf, dazu Trompete, Fernrohr, Regenschirm, einen Sitz mit Arm- und Rückenlehne, Bürste, Schlittschuh, Tau und Boot, Zirkel, Meißel, Jacke, Säge, Zange, Hammer, Nagelfeile, Erinnerungsstücke, Proviant, zu lesen was und was zu schreiben, Becher, Besen, Kamm und Wasserwaage, alles, was der Mensch so braucht unterwegs zum Ararat.« (Peter F. Piening, 2005, Zitat im Katalog Traumkapseln, Städtisches Museum Jena)

## Kataloge zu Einzelausstellungen
- Zeichnungen, Galerie Brockstedt, Hamburg, 1968.
- Ölbilder / Zeichnungen 1970-72, Galerie Brockstedt, Hamburg, Text: Joachim Kruse, 1973
- Ölbilder / Zeichnungen  1973-75, Galerie Brockstedt, Hamburg, Text: Stefanie Poley, 1976
- Ölbilder / Zeichnungen 1976-78, Galerie Brockstedt, Hamburg, Text: Jens Christian Jensen, 1978
- Zeichnungen/Materialbilder/Objekte, St. Petri zu Lübeck, Text: Roswitha Siewert, 1990
- Volvox, Calyx und ihre Vorläufer, Kunstverein Paderborn, Galerie der Stadt Mainz und Spitäle Würzburg, Text:  Roswitha Siewert, 1994
- VierGehäuse, Stormarnhaus Bad Oldesloe, Text: Christian Rathke, 1994
- Arbeiten 1972-1994, Brunswiker Pavillon Kiel, Hrsg. BBK Schleswig-Holstein, 1994
- Volvox Calyx, Das Bett, Kiosk, Edition Nr. 1 der Overbeck Gesellschaft Lübeck, Text: Roswitha Siewert, 1995
- Objekte, Saarländisches Künstlerhaus Saarbrücken, Text: Christian Rathke, 1999
- Erfinden und Belassen, Textilmuseum Neumünster, Elbeforum Brunsbüttel und Museumsberg Flensburg, Texte: Silke Eikermann und Reinhold Szews, 2000
- Objekte, Marstall Ahrensburg, Hrsg. Kulturstiftung der Sparkasse Holstein, Text: Dorothee Bieske, 2002
- Tabernacula, Kunstmuseum Bayreuth, Band 17, Text: Marina von Assel und Nils Jockel, 2005
- Traumkapseln, Städtisches Museum Jena, Text: Erik Stephan, 2005
- Bildobjekte, Schautafeln und beiläufig Gelaubsägtes, Galerie Lüth, Husum-Schobüll, Text: Nils Jockel, 2009
- Teilsdieserhalb, teils außerdem, (Großobjekte 2002–2009), Museumsberg Flensburg, Texte: Dorothee Bieske und Martina Klose-März, 2010
- unSÄGLICHES, Peter F. Piening, Marstall Ahrensburg, Hrsg. Kulturstiftung der Sparkasse Holstein, Texte: Nils Jockel und Sven Nommensen, 2012

## Preise und Auszeichnungen
1993 Landesschaupreisträger des BBK Schleswig-Holstein.

## Veröffentlichungen
- Peter F. Piening:  Drandersum – Das Haus in der Marsch, Christians Verlag Hamburg, 1986
- Rolf Vollmann/Peter F. Piening:  Im Lande Kolderups unter den Laubengängen der Eider, Heliopolis Verlag Tübingen, 1988
- Peter F. Piening: Beihefte zu den Grossobjekten, jeweils im Selbstverlag in limitierter Auflage: Volvox, 1992; Calyx, 1993; Das Bett, 1993; Kiosk, 1994; Voliere, 1995; Vitrine, 1996; Cockpit, 1998; Ornithologisches Kabinett, 1999; Caravan, 2001; Eremitorium, 2002; Turm, 2003; Schanze, 2003; Rotunde, 2004; Umbraculum, 2004/05; Magazin, 2006; Paravent, 2006; Unterstand, 2008; Laterne, 2009; Karussell, 2011.

## Dokumentationen
- Michael Engler, Künstlerportrait Peter F. Piening – Nichts ist eindeutig, aus der Sendereihe Kunststreifzüge, NDR + 3Sat.

## Kritik
Die begehbaren Gehäuse des Peter F. Piening sind geheimnisvolle Parallelwelten unseres Alltags. Voller  hintersinnig  verspielter  Überraschungen und mit unglaublichem Detailreichtum hat der in Ahrensburg lebende Künstler Raumkapseln geschaffen, die jeden Betrachtenden auch zum Begreifenden machen. Das Betreten des Inneren der Gehäuse ermöglicht eine Einsicht und Erkundung – ob behutsam forschender oder spielerischer Art – die ausdrücklich vom Künstler begrüßt wird.
Sowohl die Kapseln als auch ihr vielgestaltiger Inhalt – Kleidungsstücke, Bücher, Werkzeuge oder Geräte – sind von Piening ausschließlich aus industriellen und gefundenen Hölzern gefertigt. Seine Raumkapseln reagieren auf die archaischen Bedürfnisse des Menschen nach Schutz und innerer Sammlung, nach Selbsterkenntnis und Wissen, nach Spiel und Ordnung.
In seinen Gehäusen, die wie künstlerische Rettungsinseln für eine einzige Person anmuten, arrangiert Piening Gegenstände, die in ihre Form vertraut, in ihren Funktionen imaginär und in ihrer hölzernen Materialität merkwürdig fremd erscheinen. Sie veranlassen jeden Betrachter – ob Kind, Laie oder Kunstkenner – sein Leben mit den Dingen zu reflektieren.
In seinen Bildobjekten aus neuester Zeit mit ihren integrierten Bild- und Text-Zitaten, Aphorismen und Eigen-Texten erschafft Piening  Denktafeln, an denen ein Sisyphos, in seinem aussichtslosen Versuch, Sinn gebende Ordnung herzustellen, gedanklich Rast machen kann. Wie seine Aphoristiker hat Piening als sägender Philosoph der Unvollkommenheit das lebenslange Scheitern längst akzeptiert und kommentiert  es stattdessen lakonisch und (selbst)ironisch.
Nils Jockel (Broschüre zur Ausstellung Die begehbaren Traumkapseln des Peter F. Piening im Museum für Kunst und Gewerbe Hamburg, 2003)